# 罗莎·费奥拉
罗莎·费奥拉（Rosa Feola，1986年5月21日—），意大利歌剧女高音。

## 早年生活与学习
费奥拉出生于意大利卡塞塔省圣尼科拉拉斯特拉达的一个热爱音乐的家庭。她五岁起跟随她的堂/表亲学习钢琴，六岁时加入了儿童合唱团（coro dell'Accademia musicale di San Nicola），之後又参加当地教堂的唱诗班。在萨莱诺的马尔图齐音乐学院就讀期间，她跟随Mara Naddei学习演唱，并于2008年毕业时获得最高荣誉。此后，她在罗马圣塞西莉亚国立音乐学院的歌剧工作室进修，参加了由雷纳塔·史科朵、Anna Vandi和Cesare Scarton主持的大师班。

## 职业生涯
费奥拉23岁时以职业歌剧演员身份首次登上舞台，由长野健指挥，在圣塞西莉亚学院出演罗西尼歌剧（《兰斯之旅》）中科琳娜一角。
2010年，她在多明戈的Operalia比赛中获得三项大奖（二等奖、萨苏埃拉奖和劳力士观众奖），为她在国际范围内赢得了更广泛的关注。
2011年，费奥拉首次公开出演了数个角色，并在多家歌剧院首次登台，包括：在罗马歌剧院饰演Adina（《爱情灵药》），在威尼斯凤凰歌剧院饰演苏珊娜（《费加罗的婚礼》）和在柏林德意志歌剧院饰演米凯拉（《卡门》）。这其中，最重要的一场演出是由里卡多·穆蒂指挥的Mercadante歌剧《两个费加罗》的现代首演，费奥拉在其中饰演Ines一角，标志着她与穆蒂长期合作的开始。唱片公司Ducale随后发行了他们在拉文纳音乐节演出的现场录音。
2012年，她首次在美国亮相，参与了芝加哥交响乐团在千禧公园的演出，在穆蒂指挥下演唱《布兰诗歌》的女高音声部。随后，她在纽约卡内基音乐厅首次登台，与芝加哥交响乐团以同一曲目开启了音乐厅2012/13音乐季。同年，她在拉文纳音乐节Cristina Mazzavillani Muti执导的新制作中首次饰演了吉尔达（《弄臣》）。很快地，这成了她的一个招牌角色：她在多家歌剧院的首次登台均系出演这一角色，包括苏黎世歌剧院（2013年）、巴伐利亚国立歌剧院（2015年），芝加哥抒情歌剧院（2017年，她在美国的第一个舞台歌剧演出），和大都会歌剧院（2019年）等。
2014年，作为Rosenblatt Recital Series的一部分，她首次在伦敦维格莫音乐厅举办独唱会。
在2015和2016年间，费奥拉的歌剧生涯不断取得新的突破。在威尔士国家歌剧院的《清教徒》新制作中饰演Elvira一角为她赢得了极高的评价：她因此获得了威尔士剧院奖最佳歌剧女演员奖和2016年英国What's On Stage歌剧票选杰出成就奖。2015年唱片公司Opus Arte发行了她的第一张独唱专辑《乐与诗》，选曲包括了雷斯皮基、马尔图齐、Amilcare Ponchielli、Ciro Pinsuti和李斯特的作品。专辑被选为2016年3月刊的《留声机》主编之选并入围了2016年独唱专辑类别的留声机奖。她与Anna Bonitatibus、Mariella Devia、Christine Goerke、Evelyn Herlitzius、安娜·涅特列布科一起获得了2016年度的国际歌剧大奖最佳女歌唱家提名。2016年，她还在由穆蒂指挥的芝加哥交响乐团音乐会版《法斯塔夫》中演唱了Nannetta（该演出是芝加哥市莎士比亚400庆祝活动的一部分）；在旧金山举行了她在美国的第一场个人独唱音乐会；首次登台逍遥音乐会演唱门德尔松和莫扎特的音乐会咏叹调；以苏珊娜（《费加罗的婚礼》）一角首次登台维也纳国立歌剧院，随后以该角色参与了维也纳国立歌剧院的日本巡演，演出由穆蒂指挥Jean-Pierre Ponnelle的经典制作。
费奥拉在法比奥·路易西执棒的2017年凤凰歌剧院新年音乐会中演唱了贝里尼、多尼采蒂和威尔第的作品。意大利广播电视公司RAI和德法公共电视台ARTE对音乐会进行了转播。2017年，她还第一次登上了斯卡拉歌剧院的舞台，在里卡多·夏伊指挥的《贼鹊》中饰演Ninetta。这轮演出系纪念该作在斯卡拉世界首演200周年。演出由意大利广播电视公司RAI转播，此后，作为"All'Opera"16/17季节的一部分，演出录像在全球各地的影院播出。
2020年6月21日，费奥拉与路易吉·凯鲁比尼青年交响乐团合作，由穆蒂执棒，为当年的拉文纳音乐节举行了开幕音乐会。她演唱了两首莫扎特的作品。这场在Rocca Brancaleone举办的室外音乐会遵循了保持社交距离的卫生安全规则，是意大利因2019冠状病毒病疫情封锁隔离近四个月重开后最早的现场音乐会之一。演出由意大利广播电视公司RAI广播3台直播，并在Ravenna Festival Live网站上在线播出。
2020年10月16日，在萨沃纳的Teatro Gabriello Chiabrera，费奥拉第一次演唱了威尔第歌剧《茶花女》中的女主角。演出的导演是她的导师兼朋友雷纳塔·史科朵。1952年，正是在同一剧院，史科朵以茶花女一角第一次登上了歌剧舞台。
费奥拉演唱过的其他角色包括Serafina（"Il campanello"）、泽林娜（《唐·乔万尼》）、Servilia（《蒂托的仁慈》）、穆塞塔（《波希米亚人》）、劳蕾塔（《贾尼·斯基基》）、Carolina（"Il matrimonio segreto"）、Norina（"Don Pasquale"）、Sandrina（假扮园丁的姑娘）、伊莉亚（《伊多梅纽》）、Leïla（《采珠人》)、Amina（《梦游女》）、露琪亚（《拉美莫尔的露琪亚》）、Dircé (《美狄亚》）、Fiorilla (《土耳其人在意大利》）。

## 个人生活
费奥拉于2015年12月9日举行了婚礼。 她的丈夫男中音Sergio Vitale也来自卡塞塔。她有两个弟弟，Carlo Feola是一名歌剧低男中音，Gianluca Feola是一名小提琴家。